# Gornja Podgora
 Gornja Podgora  falu Horvátországban Krapina-Zagorje megyében. Közigazgatásilag Donja Stubicához tartozik.

## Fekvése
Zágrábtól 18 km-re északra, községközpontjától 3 km-re délkeletre a Horvát Zagorje területén a Medvednica parkerdő északi lábánál a megye déli részén fekszik.

## Története
A településnek 1890-ben 426, 1900-ban 490 lakosa volt. Trianonig Zágráb vármegye Stubicai járásához tartozott.  2001-ben 316 lakosa volt.

## Külső hivatkozások
Donja Stubica város honlapja